# Eupolypods
Eupolypods is de naam van een clade, die wordt gebruikt in het PPG I-systeem voor de classificatie van Polypodiopsida (varens) en Lycopodiopsida (wolfsklauwen).
De eupolypods behoren tot de orde Polypodiales. Deze clade wordt onderscheiden in het PPG I-systeem, zoals dat in 2016 door de Pteridophyte Phylogeny Group (PPG) is gepubliceerd.
De naam eupolypods (meervoud, zonder hoofdletter) is niet bedoeld als formele wetenschappelijke naam, in de zin van de ICBN.
| - Polypodiidae (leptosporangiate varens) - Osmundales - - Hymenophyllales - - Gleicheniales - - Schizaeales - - Salviniales - - Cyatheales (boomvarens) - Polypodiales (cathetogyrates) - - Saccolomatineae - Lindsaeineae - - Pteridineae - - Dennstaedtiineae - clade eupolypods - Polypodiineae (eupolypods I) - Aspleniineae (eupolypods II) |